# اسماعیل صبری یعقوب
اسماعیل صبری ابن یعقوب (انگلیسی: Ismail Sabri bin Yaakob؛ زادهٔ ۱۸ ژانویهٔ ۱۹۶۰) سیاست‌مدار اهل مالزی است. که از اوت ۲۰۲۱ به عنوان نهمین نخست‌وزیر مالزی شروع به کار کرده‌است.
او اولین نخست‌وزیر مالزی است که پس از استقلال مالایا در سال ۱۹۵۷ متولد شد، اولین رهبر سابق اپوزیسیون در مالزی است که نخست‌وزیر شد و اولین نخست‌وزیر تاریخ است که از نظر سیاسی در رتبه اول قرار ندارد.

## زندگی
اسماعیل صبری در تمرلوح، پاهانگ، مالزی متولد شد و به عنوان پسر کشاورز بزرگ شد. تحصیلات وی در سال ۱۹۶۷ در مدرسه ملی بانگائو آغاز شد. پس از فارغ‌التحصیلی تحصیلات خود را در  دانشگاه مالایا در گرایش حقوق در سال ۱۹۸۰. ادامه داد عنوان پایان‌نامه لیسانس حقوق وی "رفتار با زندانیان سیاسی در مالزی، خدمات علیه زندانیان سیاسی در مالزی" است.